# Mistrzostwa NCAA Division I w Zapasach w 1934
Mistrzostwa NCAA Division I w zapasach rozgrywane były w Ann Arbor w dniach 23–24 marca 1934 roku. Zawody odbyły się w Yost Field House, na terenie Uniwersytetu Michigan.

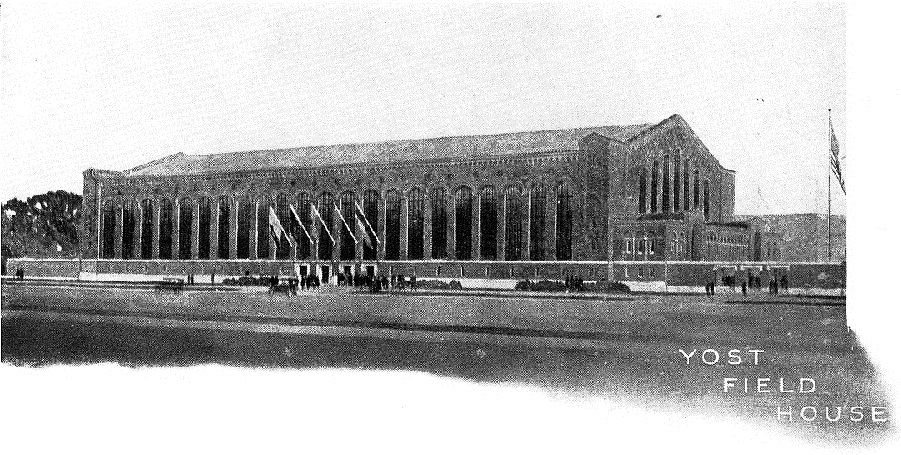
Hala, lata 20.

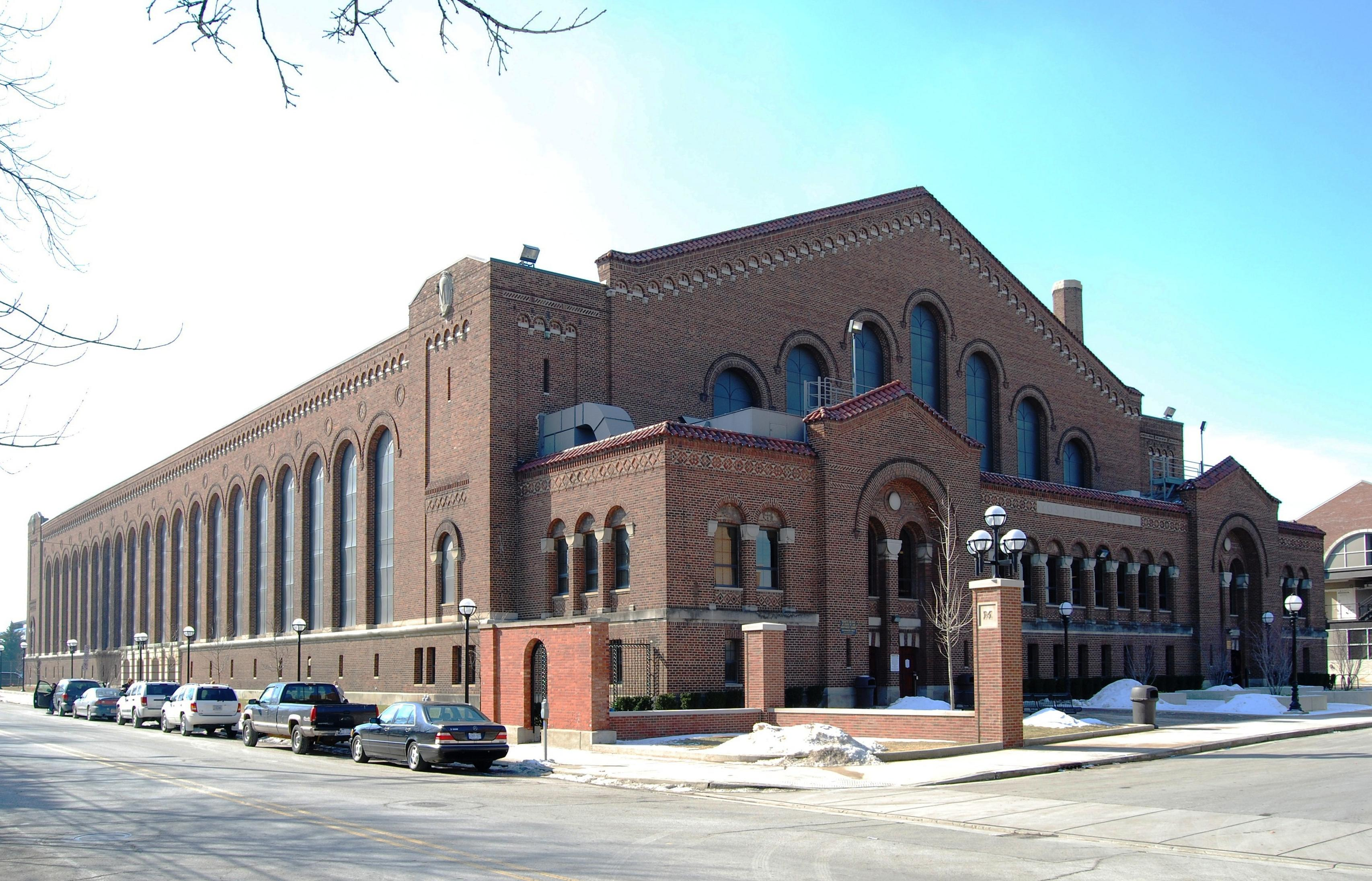
Hala obecnie

- Outstanding Wrestler – Ben Bishop

## Wyniki

### Drużynowo
| Kolejność | Szkoła                    | Zespół   |
| --------- | ------------------------- | -------- |
| 1.        | Oklahoma State University | Cowboys  |
| 2.        | Indiana University        | Hoosiers |
| 3.        | University of Oklahoma    | Sooners  |

### All American

#### 118 lb
| Lp. | Zawodnik     | Szkoła         |
| --- | ------------ | -------------- |
| 1.  | Rex Peery    | Oklahoma State |
| 2.  | Alvie Natvig | Northern Iowa  |
| 3.  | Howard Bush  | Indiana        |

#### 126 lb
| Lp. | Zawodnik       | Szkoła                      |
| --- | -------------- | --------------------------- |
| 1.  | Ross Flood     | Oklahoma State              |
| 2.  | Oliver Cellini | Indiana                     |
| 3.  | Eldon Stout    | Southwestern Oklahoma State |

#### 135 lb
| Lp. | Zawodnik       | Szkoła      |
| --- | -------------- | ----------- |
| 1.  | Wayne Martin   | Oklahoma    |
| 2.  | Roger Leathers | Springfield |
| 3.  | Patrick Devine | Indiana     |

#### 145 lb
| Lp. | Zawodnik          | Szkoła              |
| --- | ----------------- | ------------------- |
| 1.  | Alan Kelley       | Oklahoma State      |
| 2.  | Arthur Mosier     | Michigan            |
| 3.  | Charles Pritchard | Washington and Lee. |

#### 155 lb
| Lp. | Zawodnik    | Szkoła                      |
| --- | ----------- | --------------------------- |
| 1.  | Ben Bishop  | Lehigh                      |
| 2.  | Frank Lewis | Oklahoma State              |
| 3.  | Foy Stout   | Southwestern Oklahoma State |

#### 165 lb
| Lp. | Zawodnik        | Szkoła                      |
| --- | --------------- | --------------------------- |
| 1.  | Marion Foreman  | Oklahoma                    |
| 2.  | Orville England | Southwestern Oklahoma State |
| 3.  | Gordon Ellison  | Cornell Iowa                |

#### 175 lb
| Lp. | Zawodnik        | Szkoła           |
| --- | --------------- | ---------------- |
| 1.  | Richard Voliva  | Indiana          |
| 2.  | Emil Shellstede | Central Oklahoma |
| 3.  | Gordon DuPree   | Oklahoma State   |

#### UNL
| Lp. | Zawodnik       | Szkoła                      |
| --- | -------------- | --------------------------- |
| 1.  | Ralph Teague   | Southwestern Oklahoma State |
| 2.  | Otto Kuss      | Indiana                     |
| 3.  | Barney Cosneck | Illinois                    |